# Up from the Catacombs: The Best of Jane’s Addiction
Up from the Catacombs: The Best of Jane’s Addiction – ostatnia płyta zespołu Jane’s Addiction, która jest kompilacją największych przebojów. Wydana w roku 2006.

## Lista utworów
1. „Stop!”
2. „Ocean Size”
3. „Whores"
4. „Ted, Just Admit It”
5. „Ain't No Right”
6. „Had A Dad”
7. „Superhero”
8. „Been Caught Stealing”
9. „Just Because”
10. „Three Days”
11. „I Would For You”
12. „Classic Girl”
13. „Summertime Roll”
14. „Mountain Song”
15. „Pigs In Ze”
16. „Jane Says” (live)